# Sava Mrkalj
Sava Mrkalj (Sjeničak, 1783. – Beč, 1833.), učitelj i filolog.
Sava Mrkalj je rođen 1783. godine u selu Sjeničaku, prvobanske pukovnije tadašnje Vojne krajine. Školu je završio 1799. godine u Plaškom i zatim postao učitelj u Gospiću. Kasnije je otišao u Zagreb, gdje je završio najprije arhigimnaziju, a potom dvogodišnji studij filozofije. Studiranje je nastavio u Pešti gdje je slušao predavanja iz filozofije i matematike na tamošnjem sveučilištu i dobio zvanje  „svobodnih hudožestva i filosofije doktor ". Bio je dobar poznavatelj latinskog i francuskog jezika, a razumio je i grčki i hebrejski, što je njegovom jezikoslovnom talentu bilo od velike koristi.
Poznat je po tome što je 1810. godine, još tokom studiranja u Pešti, napisao tada veoma aktualnu knjižicu o slaveno-srpskoj azbuci „Salo debelog jera libo azbukoprotres". U njoj se zalagao za reformu tadašnjeg zastarjelog i nerazumljivog pravopisa koji se upotrebljavao u crkvi i književnosti i tražio primjenu fonetskog pisma baziranom na narodnom jeziku.
Napadan od službenih ckrvenih krugova zbog ovih svojih pogleda, Sava Mrkalj je mislio da će ih umiriti ako se zakaluđeri i zato je 1811. u manastiru Gomirje zaista i postao jerođakon Julijan. Međutim, progoni su se samo uvećavali i on je 1813. godine otpušten iz manastira. U strahu od osvete crkvene hijerarhije 1817. godine je objavio djelo „Paliondija" u kojoj se odrekao svoje grafičko-ortografske reforme. Godine 1827. je zbog teške depresije bolnički liječen, pa je 1833. godine umro u bečkoj umobolnici.
Vuk Karadžić izrijekom navodi Mrkalja kao reformatora srpske ćirilice čiju je reformu prihvatio: "...imajući za namjerenje uspjeh Serbskog Knjižestva ne mogu druge Azbuke upotrebiti nego Merkailevu, jerbo za Srbski jezik lakša i čistija ne može biti od ove..."